# Westmore (Vermont)
Westmore ist eine Town im Orleans County im US-Bundesstaat Vermont. Laut Volkszählung im Jahr 2020 hatte sie eine Einwohnerzahl von 357 auf einer Fläche von 97 km².

## Geografie

### Geografische Lage
Westmort liegt im Osten des Orleans Countys auf den Höhenzügen der Green Mountains östlich des Hauptkammes. Die höchste Erhebung ist der 1010 m hohe Bald Mountain. Der Willoughby State Forest liegt im Süden der Town und der südliche Teil des Lake Willoughby befindet sich im State Forest. Teilweise steigen die Hänge dort steil an, wie die steilen Hänge des 848 m hohen Mount Pisgah. Weitere Seen auf dem Gebiet der Town sind der zentral gelegene Long Pond und der im Osten befindliche Bald Hill Pond.

### Nachbargemeinden
Alle Entfernungen sind als Luftlinien zwischen den offiziellen Koordinaten der Orte aus der Volkszählung 2010 angegeben.
- Norden: Charleston, 9,5 km
- Nordosten: Brighton, 14,0 km
- Osten: North Stratford, 31,5 km
- Südosten: Newark, 9,5 km
- Süden: Burke, 17,0 km
- Südwesten: Sheffield, 16,0 km
- Westen: Barton, 12,0 km
- Nordwesten: Orleans, 15,0 km

### Klima
Die mittlere Durchschnittstemperatur in Westmore liegt zwischen −11,7 °C (11 °Fahrenheit) im Januar und 18,3 °C (65 °Fahrenheit) im Juli. Damit ist der Ort gegenüber dem langjährigen Mittel der USA um etwa 9 Grad kühler. Die Schneefälle zwischen Mitte Oktober und Mitte Mai liegen mit mehr als zwei Metern etwa doppelt so hoch wie die mittlere Schneehöhe in den USA. Die tägliche Sonnenscheindauer liegt am unteren Rand des Wertespektrums der USA, zwischen September und Mitte Dezember sogar deutlich darunter.

## Geschichte
Die Ortschaft, die ursprünglich Westford hieß, wurde am 15. Mai 1780 auf einer Fläche von 23.040 acres (etwa 93 km²) gegründet. Da es bereits im Chittenden County eine Stadt namens Westford gab, wurde der Name 1787 in Westmore geändert. Die Besiedlung des Areals begann ab 1799; die erste Stadtversammlung fand am 29. März 1802 statt.
Da der westliche Bereich der Gemeinde aus gebirgigem Gelände besteht, das nur für Holzwirtschaft geeignet ist, konzentrierten sich die landwirtschaftlichen Ansiedlungen im Osten der Gemeinde, wo gutes Ackerland vorgefunden wurde. Um 1840 wurden hier besonders robuste Gewächse wie Kartoffeln und Zuckerrüben angebaut; diese Vorgaben haben sich bis heute weitgehend erhalten. In den Jahren nach dem Zweiten Weltkrieg ist aber noch das Standbein Tourismus hinzugekommen: Der in der Gemeinde liegende Lake Willoughby gilt als touristischer Anziehungspunkt. Acht Firmen vermieten Ferienhäuser; ein Hotel und ein Campingplatz ergänzen das Angebot.

### Einwohnerentwicklung
| Volkszählungsergebnisse – Town of Westmore, Vermont | Volkszählungsergebnisse – Town of Westmore, Vermont | Volkszählungsergebnisse – Town of Westmore, Vermont | Volkszählungsergebnisse – Town of Westmore, Vermont | Volkszählungsergebnisse – Town of Westmore, Vermont | Volkszählungsergebnisse – Town of Westmore, Vermont | Volkszählungsergebnisse – Town of Westmore, Vermont | Volkszählungsergebnisse – Town of Westmore, Vermont | Volkszählungsergebnisse – Town of Westmore, Vermont | Volkszählungsergebnisse – Town of Westmore, Vermont | Volkszählungsergebnisse – Town of Westmore, Vermont |
| Jahr                                                | 1800                                                | 1810                                                | 1820                                                | 1830                                                | 1840                                                | 1850                                                | 1860                                                | 1870                                                | 1880                                                | 1890                                                |
| --------------------------------------------------- | --------------------------------------------------- | --------------------------------------------------- | --------------------------------------------------- | --------------------------------------------------- | --------------------------------------------------- | --------------------------------------------------- | --------------------------------------------------- | --------------------------------------------------- | --------------------------------------------------- | --------------------------------------------------- |
| Einwohner                                           |                                                     | 126                                                 |                                                     | 132                                                 | 122                                                 | 152                                                 | 324                                                 | 412                                                 | 480                                                 | 395                                                 |
| Jahr                                                | 1900                                                | 1910                                                | 1920                                                | 1930                                                | 1940                                                | 1950                                                | 1960                                                | 1970                                                | 1980                                                | 1990                                                |
| Einwohner                                           | 390                                                 | 331                                                 | 287                                                 | 224                                                 | 224                                                 | 210                                                 | 179                                                 | 195                                                 | 257                                                 | 305                                                 |
| Jahr                                                | 2000                                                | 2010                                                | 2020                                                | 2030                                                | 2040                                                | 2050                                                | 2060                                                | 2070                                                | 2080                                                | 2090                                                |
| Einwohner                                           | 306                                                 | 350                                                 | 357                                                 |                                                     |                                                     |                                                     |                                                     |                                                     |                                                     |                                                     |

## Wirtschaft und Infrastruktur

### Verkehr
Die Bahnbauten, die ab 1848 das Land durchzogen, liefen an Westmore vorbei; auch große Straßenbauten oder Flugplätze sind in der abgelegenen Gegend nicht zu finden. Die Vermont State Route 5A verläuft am Ostufer des Lake Willoughbys in nordsüdlicher Richtung von Charleston im Norden nach Sutton im Süden.

### Öffentliche Einrichtungen
In Westmore gibt es kein eigenes Krankenhaus. Das nächstgelegene Krankenhaus ist das North Country Hospital & Health Care in Newport City.

### Bildung
Westmore gehört zur Orleans Central Supervisory Union. Es gibt keine eigene Schule in Westmore.
Eine eigene Bücherei besitzt Westmore nicht. Die nächsten Büchereien finden sich in Barton, Orleans und Island Pond.

## Persönlichkeiten

### Persönlichkeiten, die vor Ort gewirkt haben
- Porter H. Dale (1867–1933), Politiker